# Caramelo (canción)
«Caramelo» es una canción del cantante puertorriqueño Ozuna. Se lanzó el 11 de junio de 2020 como el sencillo principal de su cuarto álbum de estudio Enoc (2020). Contó con una versión remix lanzado el 17 de agosto de 2020, con la participación de Karol G y Myke Towers.

## Antecedentes y lanzamiento
Los primeros rumores de un posible nuevo álbum de estudio de Ozuna, fue cuando el cantante comenzó a colocar la etiqueta #ENOC en sus publicaciones. La primera de ella, tras el lanzamiento del sencillo principal «Caramelo», que sirvió de promoción para su próximo cuarto álbum de estudio. El 9 de junio de 2020, el cantante anunció la canción a través de sus redes sociales. El tema contó con un remix lanzado el 17 de agosto de 2020, con la participación de Karol G y Myke Towers.

## Video musical
El video musical de la versión en solitario, se publicó el mismo día del lanzamiento del sencillo. Fue dirigido por Nuno Gomes y grabado en Miami, Florida.

## Posicionamiento en listas
| Listas (2020)                      | Mejor posición |
| ---------------------------------- | -------------- |
| Argentina (Argentina Hot 100)      | 5              |
| Estados Unidos (Billboard Hot 100) | 81             |
| Estados Unidos (Hot Latin Songs)   | 3              |
| España (PROMUSICAE)                | 1              |
| Italia (FIMI)                      | 20             |
| Suiza (Schweizer Hitparade)        | 42             |

## Certificadores

### Versión original
| País (organismo certificador) | Certificación         | Unidades certificadas |
| ----------------------------- | --------------------- | --------------------- |
| España (PROMUSICAE)           | 4× Platino            | 160 000               |
| Italia (FIMI)                 | 2x Platino            | 140 000               |
| México (AMPROFON)             | Diamante + 4x Platino | 540 000               |

### Versión remix
| País (organismo certificador) | Certificación | Unidades certificadas |
| ----------------------------- | ------------- | --------------------- |
| España (PROMUSICAE)           | Oro           | 20 000                |
| México (AMPROFON)             | Platino       | 60 000                |

## Historial de lanzamiento
| País   | Fecha               | Formato                     | Discográfica            | Ref   |
| ------ | ------------------- | --------------------------- | ----------------------- | ----- |
| Varios | 11 de junio de 2020 | Descarga digital, streaming | Aura Music y Sony Latin | [ 6 ] |